# Thomas Jäckel
Thomas Jäckel (* 21. Februar 1959) ist ein ehemaliger deutscher Leichtgewichts-Ruderer, der bei Weltmeisterschaften eine Goldmedaille und eine Silbermedaille gewann.

## Karriere
Thomas Jäckel nahm viermal an Weltmeisterschaften teil, einmal im Leichtgewichts-Achter, einmal im Leichtgewichts-Doppelzweier und zweimal im Leichtgewichts-Vierer ohne Steuermann. Bei seinem ersten Weltmeisterschaftsstart 1982 in Luzern belegte er den zehnten Platz mit dem Achter. 1983 in Duisburg trat er mit Wolfgang Birkner im Doppelzweier an, die beiden überquerten die Ziellinie als Vierte mit über zwei Sekunden Rückstand auf die Medaillenränge. 1984 in Montreal erruderten Ansgar Wessling, Frank Rogall, Thomas Jäckel und Wolfgang Birkner die Silbermedaille im Vierer mit 0,34 Sekunden Rückstand auf die Spanier. 1985 in Hazewinkel saß für Ansgar Wessling Alwin Otten im Boot, der deutsche Vierer gewann den Titel mit zweieinhalb Sekunden Vorsprung vor dem italienischen Vierer.
Thomas Jäckel startete für den Ruderclub Undine Radolfzell. Beim Deutschen Meisterschaftsrudern siegte er zusammen mit Wolfgang Birkner 1983 im Leichtgewichts-Doppelzweier. 1984 gewann er im Leichtgewichts-Doppelvierer. 1985 und 1986 wurde Jäckel Deutscher Meister mit dem Leichtgewichts-Vierer. 1985 gewann er auch im Leichtgewichts-Achter.